# Liste der Kulturdenkmale in Dollerup
In der Liste der Kulturdenkmale in Dollerup sind alle Kulturdenkmale der schleswig-holsteinischen Gemeinde Dollerup (Kreis Schleswig-Flensburg) und ihrer Ortsteile aufgelistet (Stand: 14. April 2025).

## Legende
In den Spalten befinden sich folgende Informationen:
- Objekt-ID: die Nummer des Kulturdenkmales
- Lage: die Adresse des Kulturdenkmales und die geographischen Koordinaten. Kartenansicht, um Koordinaten zu setzen. In der Kartenansicht sind Kulturdenkmale ohne Koordinaten mit einem roten Marker dargestellt und können in der Karte gesetzt werden. Kulturdenkmale ohne Bild sind mit einem blauen Marker gekennzeichnet, Kulturdenkmale mit Bild mit einem grünen Marker.
- Offizielle Bezeichnung: Bezeichnung des Kulturdenkmales
- Beschreibung: die Beschreibung des Kulturdenkmales
- Bild: ein Bild des Kulturdenkmales

## Sachgesamtheiten
| Objekt-ID | Lage                                       | Offizielle Bezeichnung    | Beschreibung | Bild |
| --------- | ------------------------------------------ | ------------------------- | --- | ---- |
| 44868     | Haffstraße 44 (54° 47′ 31″ N, 9° 40′ 6″ O) | Dreiseithof Haffstraße 44 | Dreiseithof; 1866; dreiseitig gruppierte Ziegelbauten überwiegend mit Reetdächern, im Scheitel das 1866 errichtete Wohnhaus, stilistisch angepasste Erweiterung von 1987, hofbildend zwei seitliche Wirtschaftsgebäude: im Norden die zeitgleich entstandene Scheune, das südliche pfannengedeckte Stallgebäude wohl aus der Zeit nach 1900, die Hoffläche dominiert von einem Rasenrondell mit Kastanie, straßenseitig Lindenreihe - Begründung: geschichtlich, Kulturlandschaft prägend - Schutzumfang: Wohnhaus, Scheune, Stallgebäude, Rasenrondell mit Kastanie, Lindenreihe | BW   |

## Bauliche Anlagen
| Objekt-ID     | Lage                                           | Offizielle Bezeichnung | Beschreibung | Bild            |
| ------------- | ---------------------------------------------- | ---------------------- | --- | --------------- |
| 6602 Wikidata | Haffstraße 34 (54° 47′ 52″ N, 9° 40′ 18″ O)    | Wohnhaus               | Alteintragung (Aktualisierung vorgesehen) - Begründung: geschichtlich, Kulturlandschaft prägend - Schutzumfang: gesamtes Objekt - Denkmaltyp: Bauliche Anlage | Fotos hochladen |
| 6604          | Haffstraße 44 (54° 47′ 31″ N, 9° 40′ 5″ O)     | Wohnhaus               | Wohnhaus; 1866; Haupthaus eines Dreiseithofes, eingeschossiger traufständiger Backsteinbau auf mit reetgedecktem Halbwalmdach, straßenseitig Eingang, flacher Frontgiebel über historisierendem Holzvorbau - Begründung: geschichtlich, Kulturlandschaft prägend - Schutzumfang: gesamtes Objekt - Denkmaltyp: Bauliche Anlage, Sachgesamtheit: Dreiseithof Haffstraße 44           | BW              |
| 6624          | Seeklüfter Weg 5 (54° 47′ 12″ N, 9° 41′ 19″ O) | ehem. Schmiedewohnhaus | ehem. Schmiedewohnhaus; 1857; eingeschossiger traufständiger Backsteinbau auf Granitquadersockel mit reetgedecktem Halbwalmdach und Knüppelfirst, straßenseitig bogenförmiger, flach übergiebelter Frontispiz, darunter Mitteleingang mit zweiflügeliger Haustür Begründung: geschichtlich, Kulturlandschaft prägend Schutzumfang: gesamtes Objekt Denkmaltyp: Bauliche Anlage      | BW              |
| 44699         | Seeklüfter Weg 7 (54° 47′ 18″ N, 9° 41′ 25″ O) | Wohnhaus               | Wohnhaus; 1893; eingeschossiger giebelständiger Backsteinbau mit schiefergedecktem Halbwalmdach, nach Süden dreiachsiger Mittelrisalit mit Eingang firsthoch übergiebelt, umlaufender Traufenfries und Gelbsteinornamentik, Hauseingang an Ostwand portalartig betont Begründung: geschichtlich, Kulturlandschaft prägend Schutzumfang: gesamtes Objekt Denkmaltyp: Bauliche Anlage | BW              |
| 6933 Wikidata | Süderende 6 (54° 46′ 12″ N, 9° 40′ 21″ O)      | Bohlenscheune          | Alteintragung (Aktualisierung vorgesehen) Begründung: geschichtlich, Kulturlandschaft prägend Schutzumfang: gesamtes Objekt Denkmaltyp: Bauliche Anlage | Fotos hochladen |

## Bewegliche Kulturdenkmale
| Objekt-ID      | Lage                          | Offizielle Bezeichnung  | Beschreibung                                                        | Bild            |
| -------------- | ----------------------------- | ----------------------- | ------------------------------------------------------------------- | --------------- |
| 28793 Wikidata | (54° 46′ 19″ N, 9° 40′ 10″ O) | Feuerwehr-Löschfahrzeug | Feuerwehrlöschfahrzeug, Tragkraftspritzenanhänger, Tragkraftspritze | Fotos hochladen |

## Quelle
- Liste der Kulturdenkmale in Schleswig-Holstein – Kreis Schleswig-Flensburg

- Karte mit allen Koordinaten:
- OSM |
- WikiMap